# Broadford (Australia)
Broadford – miasto w Australii, w stanie Wiktoria.